# 대한민국 민사소송법 제257조
대한민국 민사소송법 제257조는 변론 없이 하는 판결에 대한 민사소송법 조문이다. 임의적 준비절차이다.

## 조문
제257조(변론 없이 하는 판결) ① 법원은 피고가 제256조제1항의 답변서를 제출하지 아니한 때에는 청구의 원인이 된 사실을 자백한 것으로 보고 변론 없이 판결할 수 있다. 다만, 직권으로 조사할 사항이 있거나 판결이 선고되기까지 피고가 원고의 청구를 다투는 취지의 답변서를 제출한 경우에는 그러하지 아니하다.

②피고가 청구의 원인이 된 사실을 모두 자백하는 취지의 답변서를 제출하고 따로 항변을 하지 아니한 때에는 제1항의 규정을 준용한다.

③법원은 피고에게 소장의 부본을 송달할 때에 제1항 및 제2항의 규정에 따라 변론 없이 판결을 선고할 기일을 함께 통지할 수 있다.

## 참조조문
제258조(변론기일의 지정) (1) 재판장은 제257조제1항 및 제2항에 따라 변론 없이 판결하는 경우 외에는 바로 변론기일을 정하여야 한다. 다만, 사건을 변론준비절차에 부칠 필요가 있는 경우에는 그러하지 아니하다.
(2) 재판장은 변론준비절차가 끝난 경우에는 바로 변론기일을 정하여야 한다.

## 사례
갑이 제기한 대여금 반환청구의 소에 을이 소장을 송달받은 날로부터 30일 이내에 준비서면을 제출하지 않은 경우, 소송요건의 의심이 있거나, 갑의 주장자체로 청구가 이유없는 경우에 해당하지 아니하여 법원은 갑의 승소판결을 선고할 수 있다.

## 요건
피고가 30일 이내에 답변서를 제출하지 아니하였거나, 청구 원인된 사실을 모두 자백하는 취지의 답변서를 제출하고 따로 항변하지 아니하는 등 방어의사를 확인할 수 없아야 하며 공시송달사건, 직권조사사항이 있는 사건, 판결선고기일까지 피고가 원고의 청구를 다투는 취지의 답변서를 제출하지 아니하는 사건이 아니여야 한다.

## 참고 문헌
- 오현수, 일본민법, 진원사, 2014. ISBN 9788963463452
- 오세경, 대법전, 법전출판사, 2014 ISBN 9788926210277
- 이준현, LOGOS 민법 조문판례집, 미래가치, 2015. ISBN 9791155020869

## 같이 보기
- 답변서
- 무변론판결
- 변론준비절차